# Malagassodynerus scutellatus
Malagassodynerus scutellatus är en stekelart som beskrevs av Gusenleitner 1992. Malagassodynerus scutellatus ingår i släktet Malagassodynerus och familjen Eumenidae. Inga underarter finns listade i Catalogue of Life.